# Wilhelm-Klemm-Preis

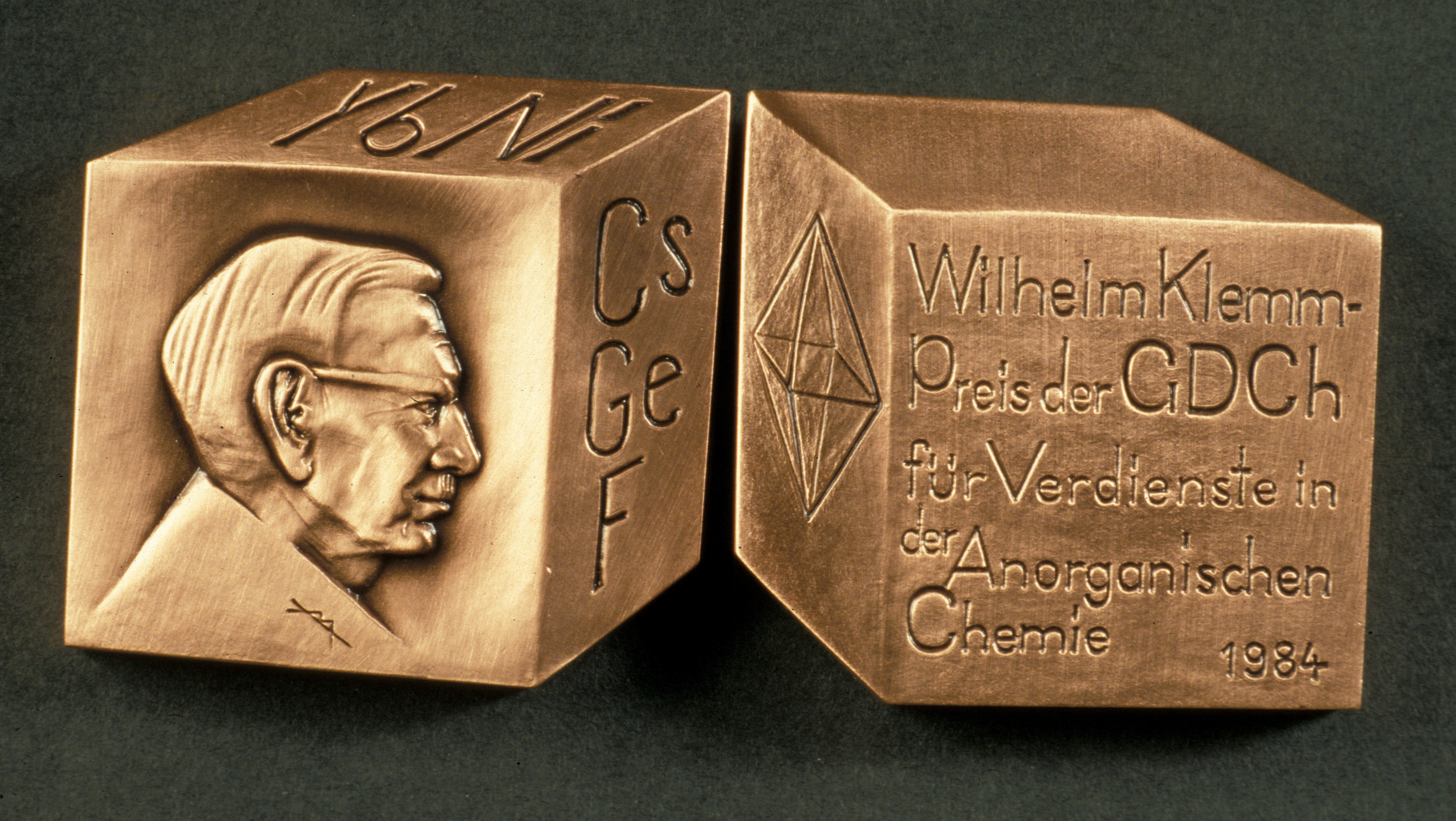
Wilhelm-Klemm-Preis

Der Wilhelm-Klemm-Preis ist ein Chemiepreis, der seit 1984 von der Gesellschaft Deutscher Chemiker (GDCh) vor allem für Leistungen in der anorganischen Chemie vergeben wird. Er erinnert an den bedeutenden Anorganiker Wilhelm Klemm, der lange in Münster gewirkt hat und auch international bekannt war. Der Preis wurde von der Degussa AG gestiftet.
Der Preis besteht aus einer Goldmünze, aus einer Urkunde und einem Geldbetrag. In die Goldmünze sind die Elemente eingraviert, die Klemm am meisten beschäftigt haben. Er wird meist alle zwei Jahre vergeben. Die Finanzierung erfolgt seit 1996 aus einem Sondervermögen bei der GDCh.

## Inhaber des Wilhelm-Klemm-Preises
- 1985 Arndt Simon, Stuttgart
- 1987 Hans Bock, Frankfurt/Main
- 1989 Kurt Dehnicke, Marburg
- 1991 Hanskarl Müller-Buschbaum, Kiel
- 1993 Dieter Fenske, Karlsruhe
- 1995 Wolfgang A. Herrmann, München
- 1997 Bernt Krebs, Münster
- 1999 Welf Bronger, Aachen
- 2000 Karl Wieghardt, Mülheim/Ruhr
- 2001 Konrad Seppelt, Berlin
- 2003 Günter Schmid, Essen
- 2005 Heinrich Vahrenkamp, Freiburg
- 2007 Wolfgang Schnick, München
- 2009 Michael Veith, Saarbrücken
- 2011 Ferdi Schüth, Mülheim/Ruhr
- 2013 Manfred Scheer, Regensburg
- 2015 Thomas Fässler, München
- 2017 Hansjörg Grützmacher, Zürich
- 2019 Wolfgang Bensch, Kiel
- 2023 Michael Ruck, Dresden
- 2025 Roland A. Fischer, München[1]